# Escola del Treball (Lleida)
L'Escola del Treball és un edifici noucentista i Institut d'Educació Secundària de Lleida protegit com a bé cultural d'interès local.

## Descripció
Edifici públic en xamfrà, de planta baixa i dos pisos. Façana de composició clàssica amb planta baixa-sòcol i rematat per cornisa i balustrada. Escala imperial al gran vestíbul principal. Accés principal molt marcat amb portal adovellat. L'estructura barreja pilars, coberta plana i pedra artificial.
Reformes de la distribució interior i planta afegida a la façana lateral.
L'Institut Escola del Treball de Lleida va rebre el premi #FPCAT 2021.